# Joseph Aubin Doiron
Joseph Aubin Doiron, CM (* 10. Juni 1922 in North Rustico, Prince Edward Island; † 28. Januar 1995) war ein kanadischer Zahnarzt. Von 1980 bis 1985 war er Vizegouverneur der Provinz Prince Edward Island.

## Leben
Der Akadier Doiron erhielt seine Gymnasialausbildung in Nova Scotia und studierte anschließend Zahnmedizin an der Université de Montréal. 
1951 eröffnete er eine Praxis in Summerside, die er fast drei Jahrzehnte lang führte. 
Neben seiner beruflichen Tätigkeit engagierte er sich in zahlreichen kulturellen und wohltätigen Organisationen. Insbesondere trat er als Förderer der französischsprachigen akadischen Kultur in Erscheinung. Er gehörte auch der Schulbehörde von Summerside und der örtlichen Handelskammer an. Darüber hinaus war er Präsident des Zahnarztverbandes seiner Heimatprovinz und Vorstandsmitglied des kanadischen Zahnarztverbandes. 
Generalgouverneur Edward Schreyer vereidigte Doiron am 14. Januar 1980 als Vizegouverneur von Prince Edward Island. Dieses repräsentative Amt übte er bis 1. August 1985 aus.